# هارمونی (فیلم)
«هارمونی» (انگلیسی: Harmony (film)) فیلمی در ژانر موزیکال و درام است که در سال ۲۰۱۰ منتشر شد.